# Кольвицплац

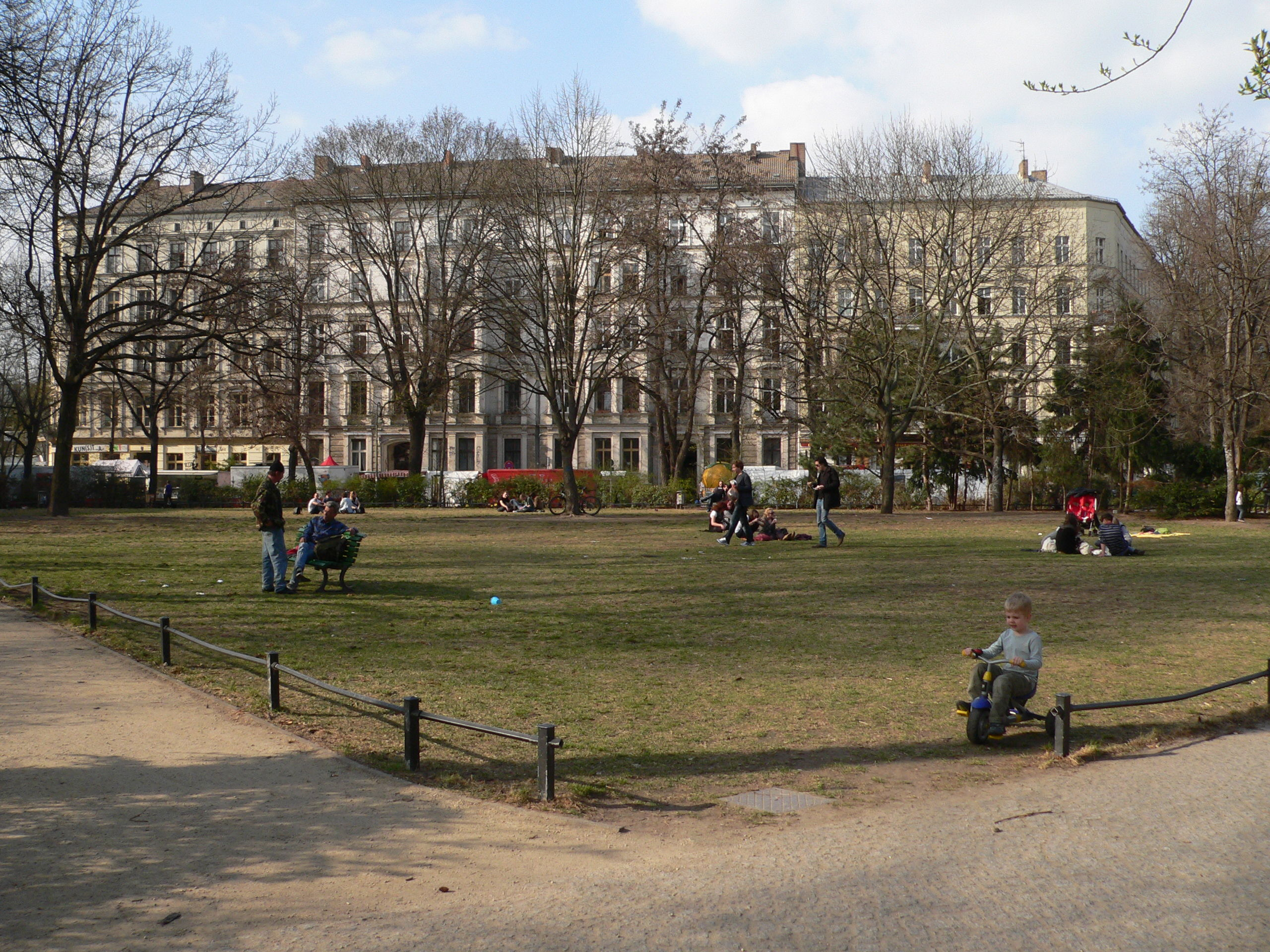
Кольвицплац

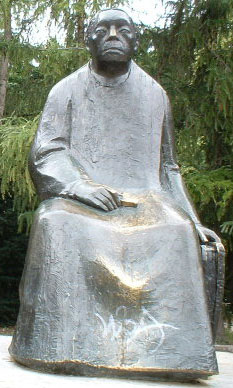
Памятник Кете Кольвиц работы Густава Зейца

Ко́львицплац (нем. Kollwitzplatz) — площадь в берлинском районе Пренцлауэр-Берг, округ Панков. Площадь в 6 тыс. кв.м. образует центр так называемого «квартала Кольвиц», где в 1891—1943 годах проживала немецкая художница и скульптор Кете Кольвиц, в честь которой площадь получила своё название 7 октября 1947 года. До этого площадь с 1875 года называлась Вёртер-плац («Вёртская площадь»). Одновременно площадь хранит память и о супруге Кете Кольвиц Карле Кольвице, работавшем в этом районе до 1940 года. Треугольная площадь ограничивается улицами Кольвицштрассе, Кнакштрассе и Вёртер-штрассе.
Земельный участок вокруг площади Кольвицплац приобрело германо-голландское строительное общество, которое в эпоху грюндерства до 1875 года планомерно застраивала территорию жилыми домами. После Франко-прусской войны площадь и окружающие улицы получили названия в честь населённых пунктов на аннексированной территории Эльзаса и Лотарингии и в память одержанных в войне побед. В 1885—1887 годах площадь была оформлена в стиле грюндерства, вероятно, по проекту директора городских садов Германа Мехтига. В 1949 году площадь была перестроена по проекту ландшафтного архитектора Рейнхольда Лингнера. Во время Второй мировой войны кварталу за исключением угловых участков площади и южной части Кольвицштрассе удалось уцелеть. До конца 1970-х годов реконструкции квартала за малым исключением не производилось. В 1950 году по инициативе скульптора Густава Зейца на площади была установлена копия скульптуры Кете Кольвиц «Мать с двумя детьми». В 1961 году на площади был установлен памятник Кете Кольвиц работы Густава Зейца, быстро полюбившийся местной детворе. В ходе подготовки к празднованию 750-летия Берлина в 1987 году была произведена историческая реконструкция прилегающих улиц. После объединения Германии жилые дома вокруг площади Кольвицплац постепенно превратились в один из самых дорогих в Пренцлауэр-Берг.